# Изванредна скупштина у Крагујевцу
Изванредна скупштина у Крагујевцу је одржана 27. маја 1825.

## Изванредна скупштина 1825. године
Буна Милоја Ђака, о којој је било говора и на скупштини која је одржана 5. маја 1825, која је и дала повод за решење претходне скупштине да се, по свим нахијама, одрже нахијске скупштине на којима је народ требало да се изјасни шта га тишти и шта би требало предузети да му се положај олакша, била је предмет велике бриге Кнеза Милоша. Угушивши буну на свиреп начин, Кнез Милош је у исто време знао да је искористи и код Русије и код Порте, приказујући буну као револт народа ради неиспуњења VIII тачке Букурешког уговора о миру. То је било утолико лакше што је Порта народне депутате још увек држала у затвору и није хтела да приступи испуњењу одредаба Букурешког уговора. Да би умирило Србе, руско министарство послало је у Србију у специјалној мисији српског пуномоћника Михаила Германа, са писмима за Кнеза Милоша и старешине која је Кнез Милош хтео да, преко једне изванредие скупштине, обнародује. Ради тога је, за 27. мај 1825, заказана „изванредна" скупштина која је била у Крагујевцу. Скупштини су, сем кнезова и старешина, присуствовали и позвани кметови, свештена лица и друге угледније личности.
Скупштину је отворио Кнез Милош, критиком Ђакове буне и изношењем свога старања да се одржи ред и мир. Истакао је да је његова политика у складу са тежњама опште европске политике која тежи за тим да се одржи мир. „Свети Сојуз, или друштво највећи христијански царева законом је себи поставио, ни у ком царству народну буну нетрпети." Руски цар, кад је чуо за зимушњу буну у Србији, много се забринуо па прети опасност да не изгубимо милост код христијанских царева. Али кад је цар чуо да је мир и ред успостављен, много се обрадовао и наредио своме посланику у Цариграду да код Порте енергичио дејствује за брз и срећан овршетак српских послова.
Прочитаио је, затим, писмо које је Кнезу Милошу упутио гроф Неселроде преко Михаила Германа, које је на скупштину оставило врло дубок утисак. Скупштинари су се међуообно грлили кличући цару и господару.
На ову беседу, скупштина је сутрадан, 28. маја, одговорила адресом, упућеном Кнезу Милошу, у којој му топло благодари на његову раду и предузимљивости за минулих десет година.
„Но да би изреченију овому нашему", каже се при крају те адресе, — .,већу силу дали, заклињемо се пред олтаром Божјим да ћемо сваког онога, који се покаже противник и непријатељ ваш, за свију нас обштег и отечеству непријатеља сматрати, и да ћемо на свако позиваније ваше сви готови бити и поитати на оног злотвора, — ако и сијателство ваше обећа се употребити ово најспособније време за избавленије наше и друге једноверне и једноплемеие браће."
Скупштина у адреси сматра да се то може постићи уз помоћ руског цара a у противном, ако Порта не хтедне, „неуздајући се на лепа и праздна обећања Портина и лукаву њезину политику, да приступите као Господар и глава Народа нашего и ви с нама заједио ка сојузу борећи се за слободу браће наше да се једампут от ига избавимо несноснога или на пољу части сви да помремо..."
Милошева беседа и скупштинска адреса, са потписима свих присутних, послана је грофу Неселроде са извештајем Милошевим о току скупштине и са закључцима који су донесени.